# Kyuss
Kyuss var ett amerikanskt hårdrockband från Palm Desert, Kalifornien.
Bandet som ursprungligen hette Sons Of Kyuss (namnet kommer från en karaktär i Dungeons & Dragons) bildades 1989 av kompisarna John Garcia (sång) och Josh Homme (gitarr). Chris Cockrell (bas) och Brant Bjork (trummor) utgjorde andra hälften. Under detta namn släppte också bandet sitt alster Sons Of Kyuss. I början av 1990-talet gjorde sig bandet lokalt kända genom att genomföra många spelningar och de jammade ofta i öknen på så kallade "desert parties" eller "generator parties". Strömförsörjningen på dessa spelningar utgjordes av dieselgeneratorer, därav namnet. Under 1990 byttes Chris (Cockrell) ut mot Nick Oliveri och bandet signerades på Dali och släppte sin första skiva, Wretch (1991) som gick nästan obemärkt förbi. Trots detta upptäckte Chris Goss (Masters Of Reality) bandet och bestämde sig för att producera deras nästa verk. Samarbetet resulterade i Blues For The Red Sun (1992) och albumet hyllades snart av kritiker såväl som fans som en verklig milstolpe inom tung rock. Bandet karvade slutligen sin egen nisch och beskrivs ofta som en blandning av Black Sabbath, Hawkwind med inslag av punk, feta riff och med överraskande mjuka melodiösa slingor.
Intresset för bandet ökade och Elektra Records signade dem precis när Dali höll på att försättas i konkurs. Trots att bandet nu förlorade sin basist (Oliveri) som byttes ut mot Scott Reeder (från det legendariska bandet Obsessed) lyckades de behålla sitt momentum och byggde vidare på sina framgångar. Med Welcome To Sky Valley, som släpptes 1994, också det signerat Chris Goss, tog bandet ytterligare ett steg närmare det som kom att bli stonerrock-tronen.
Fler fans hittade Kyuss och bandets kreativitet lovade mycket, men personliga problem hade redan börjat slita isär gruppen. Trummisen Brant Bjork lämnade bandet efter en turné -94 och man ersatte honom med Alfredo Hernandez lagom till deras sista album ... And The Circus Leaves Town. Med detta alster lämnade bandet efter sig klassiker såsom El Rodeo, One Inch Man och Spaceship Landing. Bandet  splittrades strax efter deras Europaturné 1995.
År 2000 släpptes Muchas Gracias: The Best of Kyuss, en samling live-inspelningar uppblandat med svåråtkomligt studiomaterial. 
2010 återförenas bandet för en Europaturné under namnet "Kyuss Lives!". I uppsättningen finns då tre av originalmedlemmarna: Garcia, Bjork och Olivieri medan Homme är ersatt av Bruno Fevery.  
I mars 2012 tvistade bandet mot Homme i rätten vilket ledde till att bandet bytte namn från "Kyuss Lives!" till "Vista Chino".

## Diskografi
- 1990 - Sons of Kyuss
- 1991 - Wretch
- 1992 - Blues for the Red Sun
- 1994 - Welcome to Sky Valley
- 1995 - ...And the Circus Leaves Town
- 1997 - Split (tillsammans med Queens of the Stone Age)
- 2000 - Muchas Gracias: The Best of Kyuss (samlingsalbum)